# Zawada Pilicka
Zawada Pilicka est une localité polonaise de la gmina d'Irządze, située dans le powiat de Zawiercie en voïvodie de Silésie.